# Чернецький Семен Олександрович
Чернецький Семен Олександрович (до 1917 Соломон Чернецький ; 1881–1950) — радянський композитор юдейського походження. Капельмейстер військових частин Російської імператорської армії. Випускник Петербурзької консерваторії. Після Першої світової війни пішов на глибоку колаборацію з комуністичним режимом СРСР.

## Дореволюційний період життя
Семен Чернецький народився 24 жовтня 1881 в Одесі в музичній сім'ї. Його батько Ісай Штембер був скрипалем і викладачем гру на скрипці, мати Дора Чернецька — викладачкою гри на фортепіано. Двоюрідний брат — композитор і військовий капельмейстер Лев Чернецький. Всі три сестри — Есфір, Надія і Віра стали піаністками. Перші уроки музики отримав від матері. У 1892–1893 навчався грі на тромбоні при оркестрі 24-го Драгунського Лубенського полку в Кишиневі (капельмейстером полку був його дядько Ісаак Чернецький).
У 1893–1897 навчався в музичних класах при Одеському відділенні Імператорського російського музичного товариства (Одеському музичному училищі) по класу тромбона Г. М. Лоецо і фортепіано, поєднував навчання з акомпаніаторськими заробітками.
У 1900 через важке матеріальне становище родини після смерті батька, не закінчивши училища, був відправлений до Кишинева до старшого брата матері — капельмейстера 24-го Лубенського драгунського (згодом гусарського) полку і альтиста кишинівського відділення Російського музичного товариства Ісаака Чернецького, автора вальсу «Блакитна даль» і «Стародавнього маршу». У Кишиневі закінчив музичні класи місцевого відділення Імператорського російського музичного товариства та вирішив присвятити себе військовій музиці. Спочатку пробував свої сили в якості помічника свого дядька — капельмейстера 24-го Драгунського Лубенського полку, а в 1903 сам став там же капельмейстером 14-ї артилерійської бригади. У тому ж році під час єврейського погрому брав участь в організації самооборони, був важко поранений і втратив ліве око.

До 1908 служив капельмейстером 14-ї артилерійської бригади в Кишиневі, потім 60-го піхотного Замосцского полку в Одесі, одночасно викладав музику та хоровий спів в одеському ремісничому училищі товариства «Труд», а також в народному училищі № 12, сирітському домі і жіночій гімназії при цьому товаристві. У 1911 вступив до Петербурзької консерваторії, яку закінчив в 1917 з оркестрового класу Олександра Глазунова, з класу диригування Миколи Черепніна, з класу інструменталістки Максиміліана Штейнберга, з класу композиції Язепса Вітолса. Глазунов зауважив обдарування Чернецького, давши йому таку характеристику: 
 «Семен Чернецький — відмінно підготовлений музикант. Знаючи великий диригентський досвід Чернецького, а також визнаючи досягнені ним успіхи за час перебування в консерваторії, я сміливо можу рекомендувати Семена Чернецького як обдарованого і цілком вмілого керівника оркестрами». 

## Служба в Червоній Армії, організація і керівництво оркестрами
У 1918 Чернецький добровільно вступає до РККА і призначається начальником секції військових оркестрів Петроградського окружного військового комісаріату, а потім інспектором військових оркестрів Петроградського військового округу (тут і далі — посада інспектора військових оркестрів відповідає сучасній посаді начальника військово-оркестрової служби). Одночасно керував зведеним оркестром Петроградського гарнізону.
У 1924 Чернецький призначається Інспектором військових оркестрів Робітничо-Селянської Червоної Армії (РСЧА), в 1926 формує зведений («тисячотрубний») оркестр Московського гарнізону, яким керував з 1932. У 1928 сформував і очолив Симфонічний оркестр Центрального будинку Червоної Армії (ЦБЧА). У 1935 сформував Оркестр НКО (Народного Комісаріату оборони), що став згодом Першим окремим показовим оркестром Міністерства оборони СРСР, і керував ним до 1949. Крім цього Чернецький брав активну участь в організації оркестрів штабів військових округів та військових академій, а також зведених оркестрів великих гарнізонів. Під його керівництвом оркестр Московського гарнізону почав брати участь не тільки у військових, але і в суспільно-політичних і культурно-масових заходах (таких, наприклад, як святкові концерти у Великому театрі).
На параді 7 листопада 1941 в Куйбишеві і на Параді Перемоги 24 червня 1945 Чернецький керував зведеним оркестром.
Перебуваючи на керівній посаді, Чернецький багато сил (в тому числі і особистих творчих) і часу віддавав на формування службово-стройового репертуару для совєцьких військових оркестрів. Саме він заклав методичні основи виконання стройового репертуару.

## Останні роки життя
У 1946 у Чернецького стався параліч, і він був змушений відійти від активної службової діяльності.
Семен Чернецький помер 13 квітня 1950 в Москві. Похований з почестями на Новодівичому цвинтарі (ділянка № 3).

## Родина
- Сестра — піаністка і музичний педагог Есфір Чернецька (в шлюбі Чернецька-Гешелін; ? — 1922), учениця Олександра Гольденвейзера[10], викладала в Одеському музичному училищі та консерваторії (серед її учнів Берта Рейнгбальд); була одружена з видатним оториноларингологом, професором Олександром Гешеліним (1882–1962).[11][12] Інша сестра — піаністка Віра Чернецька (1884— ?, в шлюбі Меєрович).[13][14] Третя сестра Надія, випускниця Московської консерваторії, також була піаністкою і камерною співачкою.
- Перша дружина (1904) — Голда-Лея Чернецька (шлюб зареєстрований в Кишиневі 11 червня 1904)[15].
- Друга дружина — естрадна співачка Софія Чернецька (уроджена Левітіна, в попередніх шлюбах Зак і Кнабе; 1895, Лисичанськ — 1973 Москва), з родини великого шахтовласника[16], яка виступала під сценічним псевдонімом Софія Мар-Кнабе.
  - Донька — Віра Чернецька (в шлюбі Но), солістка хору Великого театру, дружина московського фотокореспондента французького журналу «Парі матч» Жана Но (їх онук Жан виховувався в родині актора Марка Бернеса)[17][18].
  - У родині Семена Чернецького виховувалися також діти від попередніх шлюбів його дружини: донька — Людмила Зак (1917–2001), доктор історичних наук (1968), професор Московського державного педагогічного інституту (1972); син — Адольф Чернецький (Кнабе, 1926–1998).
- Дядько — капельмейстер Селенгінського 41-го піхотного полку і композитор Абрам Рейдерман, автор вальсів «Осінні мрії», «Білі троянди», «На зорі», «Зацілують мене до смерті», «Сни життя», «На щастя», «Відкриття балу», " Без любові ", маршу для духового оркестру «Варяг», попурі «Гай-да трійка»[19].

## Педагогічна діяльність
Одним з напрямків діяльності Чернецького, якому він надавав постійну увагу, була підготовка військових музикантів. З ініціативи Чернецького були створені школи військово-музикантських вихованців в різних містах країни. Менш ніж за п'ять років більше трьох з половиною тисяч безпритульних навчилися в таких школах, а потім були направлені до військових оркестрів в якості вихованців. Багато з них стали керівниками військових оркестрів. Петроградською школою Чернецький керував особисто. У 1937 за його ініціативи були організовані три середні військово-музичні школи, одна з яких (Московське військово-музичне училище) діє і понині. До Одеської військово-музичної школи Семен Чернецький особисто відбирав хлопців з одеських дитячих будинків.
Крім цього, Чернецький створює в 1923 військово-капельмейстерські класи при 8-й Петроградській піхотній школі комскладу, з 1925 викладає в капельмейстерському класі при Московській піхотної школі імені М. Ю. Ашенбреннера, з 1926 керує капельмейстерським класом на вокально-музичних курсах імені І. Ф. Стравінського.
У 1935 разом з директором Московської консерваторії Генріхом Нейгаузом створює Військовий факультет МДК імені Петра Чайковського, де викладає диригування та службово-стройовий репертуар і в 1946 отримує звання професора.

## Творчість
Чернецький один з найвидатніших військових композиторів XX століття. Ним написано понад 100 маршів (за деякими даними близько 200), патріотичні пісні та інші твори. Спектр маршів Чернецького вельми широкий.
Марші:
- 1932 Індустріальний марш
- 1933 ГТО
- 1934 Біробіджанський марш[20]
- 1936 ? Зустрічний марш, З темою із пісни «Варшав'янка»
- 1936 ? Зустрічний марш, З темою із пісни «Біла армія, чорний барон»
- 1936 ? Зустрічний марш, З темою із пісни «Робочої Марсельєзи»
- 1936 Козацький марш[21]
- 1936 Грузинський марш
- 1936 Український марш № 1
- 1936 Український марш № 2
- 1936 або 1938 Український марш № 3
- 1937 Грузинський колонний марш
- 1937 Молодість, марш (із пісень М. Блантера)[22]
- 1937 Кавалерійська рись
- 1940 Марш-Парад[23]
- 1940 Торжественний марш: Першій кінній армії Сумісно із З. Фельдманом.
- 1940 Молдавський марш[24]
- 1940 Бессарабський марш[25]
- 1940 Анатолій Крохальов
- 1940 Торжество перемоги
- 1941 Зустрічний марш військових училищ РККА
- 1941 ? Марш 1-ї стрілкової гвардійської дивізії
- 1941 Перемога за нами марш
- 1942 Зустрічний марш Першого гвардійського кавалерійського корпусу[26]
- 1942 Зустрічний марш Другого гвардійского кавалерійського корпусу[27]
- 1942 Зустрічний марш Третього гвардійського кавалерійського корпусу[28]
- 1942 Марш 8-ї гвардійської стрілкової дивізії ім. генерала Панфілова
- 1942 Слов'янський марш[29][30]
- 1942 Фанфарний марш гвардійських дивізій
- 1942 Марш першої гвардійської стрілкової дивізії[31][32]
- 1942 За праву справу (пісня?)
- 1943 Марш танкістів
- 1943 Марш гвардійців-мінометників
- 1943 Герої Азербайджану[33]
- 1943 Ювілейний зустрічний марш Червоної Армії (25 років РККА)
- 1944 Рідний Донбас[34]
- 1944 Марш 53-ї Стрілкової гвардійської дивізії[35]
- 1944 Салют Москви
- 1944 Переможний марш (фанфарний) Слава Батьківщині
- 1945 Свято Перемоги марш
- 1945 Російський марш
- 1945 Марш на входження Червоної армії до Будапешту
- 1946 Зустрічний марш артилерії[36]
- 1946 Зустрічний марш танкістів
- 1946 Марш артилерістів[37]
- 1946 Марш гвардейской артиллерии[38]

Без дати:
- Церемоніальний марш Червоної Армії[39]
- Десантники марш[40]
- Марш першої гвардійської мотострілецької московської дивізії (імовірно, 1942)
- Похідний марш
- Урочистий марш «Рокоссовський» (імовірно, 1942)[41]
- Пісня-марш Всеобучу
- Привіт червонофлотці[42]
- Осоавіахім (імовірно, 1937)[43]
- марш «Героїчний»
- Марш трудових резервів
- ДОСАРМ Концертний марш (імовірно, 1948)
- Марш Першого Українського фронту[44]

Пісні:
- Пісня вільної Россіі (Для одного голосу зй аккомп. ф. -п. / Слова і муз. С. А. Чернецкаго[45]

- 1917 Плач запорожців[46]
- 1940 Як вірніше бити ворогів[47]
- 1941 Бойова піхотна[48]
- 1941 Будемо битися до перемоги[49]
- 1941 За батьківщину — вперед![50]
- 1942 За праве діло: Пісня льотчиків[51]
- 1942 Пісня-марш Всевобуча
- 1942 Наш товариш комісар
- 1943 За вітчизну, за Росію[52]
- 1943 Пісня про маршала Василівського
- 1943 Уральці б'ються чудово
- 1943 Статутна стройова
- 1943 Слався, вільна наша країна
- 1943 Москва, Москва
- 1943 Пісня козачки
- 1 945 Переможна пісня

Решта:
- 1927 або 1933 Червона зоря. Церемоніальна музика.[53]
- 1935 Розлучення караулів. Церемоніальна музика, спільно з Д. Ф. Саліман-Владіміровим .
- ? В любові щастя. Вальс.[54]
- ? 11 Травня . Вальс.[55]

Твори:
- 1934 Ротний самодіяльний оркестр[56]
- 1945 Методика освоєння службово-строевого репертуару військових оркестрів Червоної Армії
- 1945 Служебно-стройової репертуар для оркестрів Червоної Армії (дирекційних з додатком 21 партії в окремих палітурках). [57]

## Додаткові посилання
- Страница о С. А. Чернецком на форуме любителей военной музыки [Архівовано 16 вересня 2020 у Wayback Machine.]